# Кросби (тауншип, Миннесота)
Кросби (англ. Crosby) — тауншип в округе Пайн, Миннесота, США. На 2000 год его население составило 97 человек.

## География
По данным Бюро переписи населения США площадь тауншипа составляет 114,8 км², из которых 112,7 км² занимает суша, а 2,1 км² — вода (1,83 %).

## Демография
По данным переписи населения 2000 года здесь находились 97 человек, 39 домохозяйств и 23 семьи. Плотность населения —  0,9 чел./км². На территории тауншипа расположено 77 построек со средней плотностью 0,7 построек на один квадратный километр. Расовый состав населения: 97,94 % белых, 1,03 % коренных американцев и 1,03 % азиатов.
Из 39 домохозяйств в 33,3 % воспитывались дети до 18 лет, в 51,3 % проживали супружеские пары, в 2,6 % проживали незамужние женщины и в 38,5 % домохозяйств проживали несемейные люди. 33,3 % домохозяйств состояли из одного человека, при том 15,4 % из — одиноких пожилых людей старше 65 лет. Средний размер домохозяйства — 2,49, а семьи — 3,29 человека.
27,8 % населения — младше 18 лет, 8,2 % — в возрасте от 18 до 24 лет, 24,7 % — от 25 до 44, 18,6 % — от 45 до 64, и 20,6 % — старше 65 лет. Средний возраст — 39 лет. На каждые 100 женщин приходилось 110,9 мужчин. На каждые 100 женщин старше 18 приходилось 125,8 мужчин.
Средний годовой доход домохозяйства составлял 50 313 долларов, а средний годовой доход семьи —  63 750 долларов. Средний доход мужчин —  47 813  долларов, в то время как у женщин — 23 125. Доход на душу населения составил 22 159 долларов. За чертой бедности не находилась ни одна семья и 6,9 % всего населения тауншипа, из которых 23,1 % старше 65 лет.